# 大唐情史
『大唐情史』（だいとうじょうし）は、2001年の中国のテレビドラマ。全30話。日本未公開。

## キャスト
- 沈傲君 - 高陽公主 役
  - 解月 - 高陽公主（少年） 役
- 聶遠 - 辯機（中国語版） 役
  - 尹易凡 - 辯機（童年） 役
  - 徐鉢瓶 - 辯機（少年） 役
- 唐国強 - 李世民 役
- 潘耀武 - 李恪 役
  - 李彤 - 李恪（少年） 役
- 潘粤明 - 房遺愛 役
- 馬暁偉 - 房遺直（中国語版） 役
- 趙倩 - 長孫皇后 役
- 張彤 - 玳姫 役
- 顔丹晨 - 楊妃（中国語版） 役
- 沈蓉 - 陰妃（中国語版） 役
- 張世会 - 李建成 役
- 劉海波 - 李元吉 役
- 鍾誠 - 李承乾 役
  - 陳冠沢 - 李承乾（少年） 役
- 袁世龍 - 李泰 役
- 霍亜明 - 李治 役
  - 馬可 - 李治（少年） 役
- 劉鍔 - 李祐 役
- 岳躍利 - 房玄齢 役
- 荘麗 - 房玄齢の妻 役
- 秦嵐 - 武則天 役
- 許松源 - 魏徴 役
- 馮国強 - 長孫無忌 役
- 韓振華 - 閻立本 役
- 葉小敏 - 文成公主 役
- 盧勇 - 禄東賛 役
- 王頻 - 侯君集 役
- 高亮 - 李道宗 役
- 張山 - 宗将軍 役
- 徐少華 - 玄奘三蔵 役
- 劉京城 - 李安儼（中国語版） 役
- 李鑫 - 称心 役
- 鄭汝鎬 - 李淳風 役
- 李曙明 - 李君羨（中国語版） 役
- 印小天 - 長孫薔児 役
- 呉静 - 白小姐 役
- 丁凱 - 庶戒 役
- 蓋益 - 静奴 役
- 趙爾玲 - 孚由 役
- 陸野 - 孚老漢 役

## 挿入曲
- 『愛有多遠』、作詞作曲：何訓友、演唱：徐菁